# رین تام
رین تام (استونیایی: Riin Tamm؛ زادهٔ ۱۲ اوت ۱۹۸۱) نسل‌شناس اهل استونی است.
وی تحصیلات دانشگاهی را در دانشگاه تارتو از سال ۲۰۰۱ تا ۲۰۰۵ و سپس مقطع کارشناسی ارشد را در همین دانشگاه از سال ۳۰۰۵ تا ۲۰۰۷ گذراند و بعد از آن تحصیل در مقطع دکترا را آغاز کرد. تام هم‌اکنون به عنوان هیئت علمی در دانشگاه تارتو مشغول به تدریس است و مقالات زیادی از وی در ژورنال‌های علمی منتشر شده‌است.